# NGC 2705
NGC 2705 je zvijezda u zviježđu Vodenoj zmiji. 

## Vanjske poveznice
- SEDS: NGC 2705